# 貝瑞·拉金
貝瑞·路易斯·拉金（英語：Barry Louis Larkin，1964年4月28日—），為美國職棒大聯盟的游擊手。他整個職業生涯全都效力於紅人隊。他於1990年幫助紅人拿下近期最後一座世界大賽冠軍，而他最後在2012年入選名人堂。

## 職業生涯

### 生涯早期
在登上大聯盟的前兩年，拉金都在和另一名新秀Kurt Stillwell爭奪先發游擊手的位置。而拉金最後獲得青睞，Stillwell也在1988年球季被交易。1988年，拉金整年588個打數只吞下24次三振，為該年大聯盟被三振數最低的紀錄。1990年，紅人隊順利闖進世界大賽。拉金在該系列賽的打擊率為3成53，最後紅人4比0橫掃運動家。1991年6月底，拉金成為大聯盟史上第一位2場比賽敲出5支全壘打的游擊手。他也在這年達成連續四年入選明星賽的殊榮。
1991年球季結束後，拉金認為球隊不想贏球，於是希望球隊可以在休賽季將他交易。不過紅人隨後透過交易補強了Tim Belcher和Greg Swindell這兩位投手，因此也讓拉金取消了轉隊的念頭。1992年1月，他與球隊簽下5年2560萬美元的延長合約。儘管這年他沒能入選明星賽，不過他連續5年贏得了銀棒獎。
1993年，他榮獲羅伯特·克萊門特獎。1995年，他以3成19的打擊率和51次盜壘成功拿下國聯MVP。這也是大聯盟33年來首次有游擊手獲得MVP獎項。紅人在這年闖進了國聯冠軍賽，儘管拉金在系列賽的打擊率高達3成89，卻挽救不了球隊被橫掃的命運。1996年，他以單季33轟與36盜入選30-30俱樂部，而且也是第一位達成此紀錄的游擊手。

### 生涯中期
1997年球季開打前，拉金被任命為球隊的隊長。這也是紅人隊繼前任隊長戴夫·康塞普西翁於1988年退休後，再度有人擔任隊長。不過這年他卻因為阿基里斯腱受傷而缺席55場比賽。後來他在1998年球季開打前三週決定動頸部手術，雖然他的確因為手術減緩疼痛感，不過也導致他無法順利舉起手臂傳球。
1998年9月27日，紅人成為第一支在內野手放上兩對兄弟檔的球隊。當時先發的四位內野手分別是拉金和他的弟弟Stephen Larkin，以及Bret Boone和他的弟弟亞倫·布恩。
1999年，拉金差點被交易至道奇。拉金事後也提到當時對方連他的球衣都準備好了，並打算在記者會上亮相。
2000年7月，拉金拒絕被球隊交易至大都會。而拉金也說到如果當時大都會給他一張婦數年的合約他就會考慮加入，但是大都會不肯，所以這筆交易案破局。最後紅人與他簽下3年2700萬美元的合約。2000年，他因為手指受傷兩次加上膝蓋受傷而缺席59場比賽。而他分別在該年4月和9月動了手指與膝蓋手術。

### 生涯後期

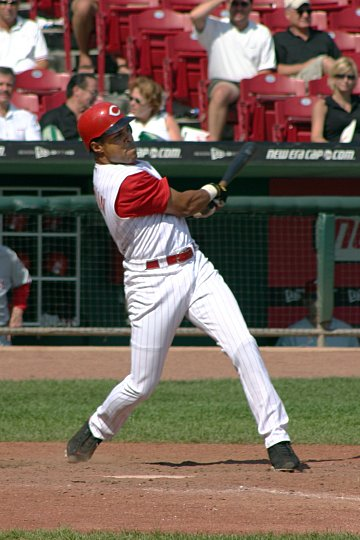
2004年的拉金

2001年，拉金因為腹股溝傷勢導致他該年表現不佳，他也因此受到一些球迷的批評。到了8月之前，他才出賽45場比賽而已。最後他因為動了疝氣手術造成球季提前結束。2002年，拉金出賽了145場比賽，不過他的打擊率是生涯新低的2成45。這年雖然他沒缺席太多比賽，但是身上已經是滿滿傷痛，包含他的肋骨、繩肌、肩膀、脖子和腳趾都有傷勢。
2003年5月底，拉金因為受傷而進入傷兵名單。此時的他已經離退休不遠了，然而他在球季結束後還是跟球隊簽下1年的合約。2004年10月2日，當時球隊原本打算在這天舉辦他的退休儀式，但是因為拉金說他還沒決定自己是否要退休，所以球隊最後取消了該典禮。不過他後來還是在2005年2月宣布正式退休。
總計拉金的19年職棒生涯，他的生涯打擊率為2成95，並敲出2340支安打，擊出198轟與960分打點。另外他曾拿下過3次金手套獎，並12次入選明星賽。他也是第一位入選30-30俱樂部的游擊手。棒球數據專家Bill James曾將拉金評為史上第6傑出的游擊手。

## 退休之後

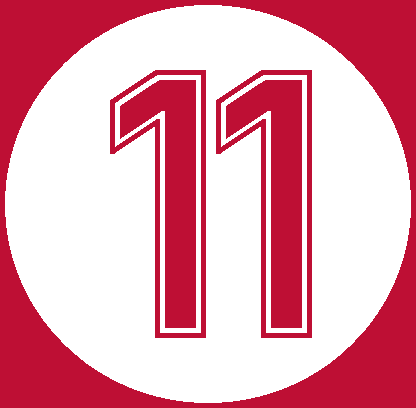
2012年，紅人隊將拉金的11號球衣退休。

2008年7月10日，紅人隊將拉金、塞薩·傑隆尼默、August Herrmann與Joey Jay等四人入選球隊的名人堂。
2009年世界棒球經典賽，拉金代表美國隊擔任球隊的板凳教練。在經典賽第二輪開打前，因為總教練向球隊請假去參加他繼子的婚禮，因此拉金短暫代替總教練執教了一場比賽。
2012年，拉金以86.4%的得票率入選名人堂。而他成為紅人隊史第8位入主古柏鎮的選手，也是第24位入選名人堂的游擊手。同年8月25日，紅人隊宣布永久退休拉金的11號球衣。
2013年11月，老虎隊原本打算讓拉金擔任球隊總教練，不過拉金以與原工作時間衝突為由婉拒，最後由Brad Ausmus擔任老虎隊的總教練。
2014年11月，包含拉金在內等10個人參與了光芒隊新任總教練的面試甄選，最後由凱文·凱什勝出。

## 運動外交
拉金曾參與美國國務院推出的運動外交特使計畫，他在該計畫中去了許多國家推行一些美國的職業運動，像是哥倫比亞、厄瓜多、印度、立陶宛與台灣等等。

## 個人生活
拉金的弟弟Stephen Larkin曾於1998年9月底登上大聯盟，並且和哥哥同隊。而他的另一位弟弟Byron Larkin在大學時期曾入選全美籃球明星第二隊。他的哥哥Mike曾於1985年擔任聖母大學足球隊的隊長。
拉金育有1子2女，其中2個女兒是袋棍球選手。兒子Shane則是一名籃球員，他在2013年NBA選秀上被小牛隊(今獨行俠)選走，目前於歐洲打球。

## 生涯打擊數據
| 出賽次數 | 打席 | 打數 | 得分 | 安打 | 二安 | 三安 | 全壘打 | 打點 | 盜壘 | 保送 | 三振 | 打擊率 | 上壘率 | 長打率 | 守備率 |
| -------- | ---- | ---- | ---- | ---- | ---- | ---- | ------ | ---- | ---- | ---- | ---- | ------ | ------ | ------ | ------ |
| 2180     | 9057 | 7937 | 1329 | 2340 | 441  | 76   | 198    | 960  | 379  | 939  | 817  | .295   | .371   | .444   | .975   |

## 外部連結
- 球員資訊和成績在MLB，ESPN，Baseball-Reference，Fangraphs（英文）
- 貝瑞·拉金在台灣棒球維基館上的頁面（繁體中文）